# Lorcha
Lorcha (hiszp. wym. [ˈloɾ.tʃa]), także jako l’Orxa (walenc. wym. [ˈloɾ.tʃa]) – gmina w Hiszpanii, w prowincji Alicante, we wspólnocie autonomicznej Walencja, o powierzchni 31,76 km². W 2011 roku liczyła 729 mieszkańców.

## Geografia
Lorcha znajduje się na północny Alicante, na wschód od rzeki Serpis. 

## Atrakcje
Na terenie gminy L'Orxa znajduje się muzeum archeologiczne Cova de l'Or, szlak Barranco De L'encantada oraz zamek Perputxent, który został wzniesiony w okresie mauretańskim.